# IKMO
IKMO vzw (Intergeneeskundige dienst voor Kleine en Middelgrote Ondernemingen) was een Externe Dienst voor Preventie en Bescherming op het Werk in België, met de hoofdzetel in Brugge (West-Vlaanderen, België).
Op 1 januari 2007 fuseerde IKMO met Provilis tot de nieuwe groep Provikmo.

## Situering
IKMO is met ruim 200 medewerkers een van de grotere externe diensten voor preventie en bescherming op het werk in België. Het bedrijf levert op heden diensten aan 28.000 werkgevers, voor een totaal van 280.000 werknemers. Naast de hoofdzetel te Brugge zijn er nog kantoren in Asse, Brussel, Edegem, Gent, Harelbeke, Hasselt, Herentals, Izegem, Kortrijk, Londerzeel, Menen, Poperinge, Puurs, Roeselare, Torhout en Veurne.
Zij zorgt voor de periodieke medische onderzoeken van onderworpen werknemers, en zorgt op het gebied van risicobeheersing voor de domeinen ergonomie, psychosociale belasting, bedrijfsgezondheidszorg, hygiëne & toxicologie, arbeidsveiligheid en milieu.